# Eumenes luristanensis
Eumenes luristanensis är en stekelart som beskrevs av Giordani Soika 1949. Eumenes luristanensis ingår i släktet krukmakargetingar, och familjen Eumenidae. Inga underarter finns listade i Catalogue of Life.